# Begonia houttuynioides
Espèce
Begonia houttuynioides est une espèce de plantes de la famille des Begoniaceae. Ce bégonia est originaire de Chine. L'espèce fait partie de la section Platycentrum. Elle a été décrite en 1946 par le botaniste chinois Tse Tsun Yu. L'épithète spécifique houttuynioides signifie « qui ressemble à Houttuynia », pour la ressemblance avec les plantes du genre Houttuynia.

## Répartition géographique
Cette espèce est originaire de Chine.